# デダロ (水上機母艦)
| デダロ               | デダロ                                                            | デダロ                                                            |
| -------------------- | ----------------------------------------------------------------- | ----------------------------------------------------------------- |
|                      |                                                                   |                                                                   |
| 水上機母艦「デダロ」 |                                                                   |                                                                   |
| 艦歴                 |                                                                   |                                                                   |
| 発注                 | スワン・ハンター（en:Swan Hunter）社ニューカッスル造船所          | スワン・ハンター（en:Swan Hunter）社ニューカッスル造船所          |
| 進水                 | 1901年4月19日                                                     | 1901年4月19日                                                     |
| 就役                 | 1901年5月22日に「ノイエンフェルツ」として完成。                   | 1901年5月22日に「ノイエンフェルツ」として完成。                   |
| 改装                 | 1921年5月～9月                                                    | 1921年5月～9月                                                    |
| 就役                 | 1922年5月に「デダロ」として就役。                                 | 1922年5月に「デダロ」として就役。                                 |
| 退役                 | 1934年除籍後、1936年にハルクとなる。                              | 1934年除籍後、1936年にハルクとなる。                              |
| 解体                 | 1940年                                                            | 1940年                                                            |
| 要目                 |                                                                   |                                                                   |
| 艦種                 | 水上機母艦                                                        | 水上機母艦                                                        |
| 排水量               | 満載排水量                                                        | 10,800トン                                                        |
| 全長                 | 128.0m                                                            | 128.0m                                                            |
| 水線長               | 127.7m                                                            | 127.7m                                                            |
| 全幅                 | 16.76m                                                            | 16.76m                                                            |
| 吃水                 | 7.4m                                                              | 7.4m                                                              |
| 飛行甲板             | 全長                                                              | 60m                                                               |
| 機関                 | 形式不明重油専焼水管缶3基 +三段膨張式三気筒レシプロ機関1基1軸推進 | 形式不明重油専焼水管缶3基 +三段膨張式三気筒レシプロ機関1基1軸推進 |
| 出力                 | 最大：3,000hp                                                     | 最大：3,000hp                                                     |
| 速力                 | 最大10.0ノット                                                    | 最大10.0ノット                                                    |
| 航続距離             | 3ノット/7,000海里                                                 | 3ノット/7,000海里                                                 |
| 燃料                 | 石炭：700トン（常備）、950トン（満載）                            | 石炭：700トン（常備）、950トン（満載）                            |
| 乗員                 | 398名                                                             | 398名                                                             |
| 武装                 | クルップ 10.5cm（35口径）単装速射砲                               | 4門                                                               |
| 武装                 | アームストロング 5.7ｃm（40口径）単装高角砲                       | 2門                                                               |
| 搭載機               | 水上機                                                            | 20～25機                                                          |
| 言語                 | 表記                                                              | 表記                                                              |
| 西語                 | Portahidroaviones Dédalo                                          | Portahidroaviones Dédalo                                          |

デダロ（Dédalo）は、スペイン海軍の飛行船母艦兼水上機母艦。同型艦はない。

## 概要

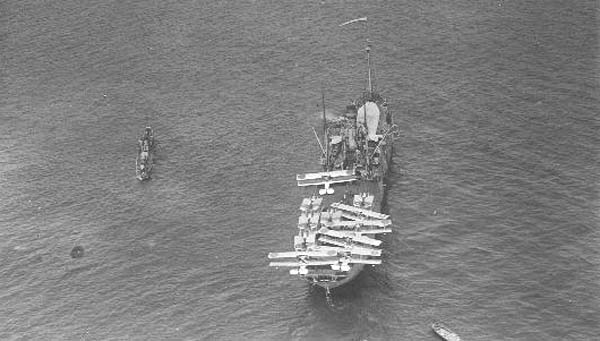
上空から撮影された「デダロ」。

前身はイギリスで建造中であったドイツ商船「ノイエンフェルス（Neuenfels）」で、1920年にスペインが購入して1921年5月から水上機母艦に改装し、9月に完了して1922年にスペイン海軍にて就役した。気球・飛行船及び、12機から20機の水上機の運用が可能であり、公式には「海軍移動航空基地（Estación Transportable de Aeronáutica Naval）」とされていた。リーフ共和国との戦争（第三次リーフ戦争）における揚陸作戦（アル・ホセイマ上陸）で、最初期の艦載機による揚陸支援を行ったことで知られている。1935年に除籍後、スペイン内戦中にカルタヘナで空襲を受けて沈没。1940年3月1日に浮揚後に解体処分された。